# Cyclaspis juxta
Cyclaspis juxta är en kräftdjursart som beskrevs av Hale 1948. Cyclaspis juxta ingår i släktet Cyclaspis och familjen Bodotriidae. Inga underarter finns listade i Catalogue of Life.